# Bőnyrétalap
Bőnyrétalap megszűnt Győr vármegyei, majd Győr-Sopron megyei község 1888-ban jött létre Bőny és Rétalap egyesítésével. A rendszerváltás utáni első önkormányzati választáson Bogdán László független jelöltet választották meg polgármesternek. 1991. január 20-án a rétalapiak kezdeményezésére népszavazást tartottak a településen, ahol az önállósodás mellett döntöttek. 1992. január 1-jével a település kettévált, Bogdán László ezután Bőny polgármestereként folytatta munkáját, a rétalapi időközi választáson Kövi Pált választották meg a település vezetőjének. 103 éves időtartamával ez volt a modern közigazgatás 1870-es évekbeli bevezetése óta a leghosszabb életű „átmeneti” községegyesítés Magyarországon.